# 30 juillet aux Jeux olympiques d'été de 2020
Navigation
Juillet :
- 21
- 22
- 23
- 24
- 25
- 26
- 27
- 28
- 29
- 30
- 31

Août : 
- 1er
- 2
- 3
- 4
- 5
- 6
- 7
- 8

Le vendredi 30 juillet aux Jeux olympiques d'été de 2020 est le dixième jour de compétition.

## Programme
| Heure UTC+09:00 (Japon)                       |               |
| bleu                                          | Cérémonie     |
| neutre                                        | Épreuve       |
| or                                            | Finale        |
| orange                                        | Petite finale |
| rose                                          | Reporté       |
| gris                                          | Annulé        |
| Compétition masculine                         | Hommes        |
| Compétition féminine                          | Femmes        |
| Compétition mixte (hommes et femmes mélangés) | Mixte         |
| Compétition en couple (1 homme et 1 femme)    | Couple        |
| modifier                                      |               |

| Horaire | Discipline Spécialité | Discipline Spécialité | Discipline Spécialité | Phase | Résultats | Références |
| ------- | --------------------- | --------------------- | --------------------- | ----- | --------- | ---------- |
|         |                       |                       | -                     |       | -         | -          |

## Tableaux des médailles
| Rang  | Nation           | Or | Argent | Bronze | Total |
| ----- | ---------------- | -- | ------ | ------ | ----- |
| 1     | Chine            | 3  | 2      | 2      | 7     |
| 2     | ROC              | 2  | 3      | 1      | 6     |
| 3     | Nouvelle-Zélande | 2  | 1      | 1      | 4     |
| 4     | Tchéquie         | 2  | 0      | 0      | 2     |
| 4     | Japon            | 2  | 0      | 0      | 2     |
| 6     | Grande-Bretagne  | 1  | 2      | 3      | 6     |
| 7     | Croatie          | 1  | 1      | 1      | 3     |
| 7     | Corée du Sud     | 1  | 1      | 1      | 3     |
| 9     | Australie        | 1  | 0      | 1      | 2     |
| 9     | Pays-Bas         | 1  | 0      | 1      | 2     |
| 11    | Canada           | 1  | 0      | 0      | 1     |
| 11    | Éthiopie         | 1  | 0      | 0      | 1     |
| 11    | Grèce            | 1  | 0      | 0      | 1     |
| 11    | Afrique du Sud   | 1  | 0      | 0      | 1     |
| 15    | États-Unis       | 0  | 2      | 1      | 3     |
| 16    | Allemagne        | 0  | 1      | 2      | 3     |
| 17    | Colombie         | 0  | 1      | 1      | 2     |
| 17    | Ouganda          | 0  | 1      | 1      | 2     |
| 19    | Cuba             | 0  | 1      | 0      | 1     |
| 19    | Géorgie          | 0  | 1      | 0      | 1     |
| 19    | Hong Kong        | 0  | 1      | 0      | 1     |
| 19    | Norvège          | 0  | 1      | 0      | 1     |
| 19    | Slovaquie        | 0  | 1      | 0      | 1     |
| 24    | France           | 0  | 0      | 2      | 2     |
| 25    | Autriche         | 0  | 0      | 1      | 1     |
| 25    | Azerbaïdjan      | 0  | 0      | 1      | 1     |
| 25    | Italie           | 0  | 0      | 1      | 1     |
| 25    | Suisse           | 0  | 0      | 1      | 1     |
| Total | Total            | 20 | 20     | 22     | 62    |

| Rang  | Nation | Or | Argent | Bronze | Total |
| ----- | ------ | -- | ------ | ------ | ----- |
| 1     |        |    |        |        |       |
| 2     |        |    |        |        |       |
| 3     |        |    |        |        |       |
| 4     |        |    |        |        |       |
| 5     |        |    |        |        |       |
| Total |        |    |        |        |       |